# لانا سعيد
لانا سعيد (31 مايو 1984 - ) ممثلة ومغنية أردنية. 

## حياتها الفنية
درست الغناء باحتراف ولكن السينما والكاميرات جذبتها بشكل أكبر فقررت تغيير مسار حياته إلى التمثيل وساعدها على ذلك الحضور الجيد والملامح الجيدة.
في عام 2004 اشتركت في مسلسل السيف الوردي مع صلاح السعدني ونرمين الفقي، وفي عام 2007 اشتركت في فيلم الشياطين مع شريف منير وجومانا مراد ودوللي شاهين ، وفي عام 2009 شاركت في المسلسل الكوميدي حرمت يا بابا.
في عام 2010 برعت في دور مريم في مسلسل لحظات حرجة الجزء الثاني مع نخبة من النجوم، ثم اشتركت في المسلسل الكوميدي الكبير أوي في دور سامنتا فوكس مع أحمد مكي ودنيا سمير غانم، وكان آخر أعمالها حتى عام 2013 مسلسل على كف عفريت بالاشتراك مع خالد الصاوي وكندة علوش.

## أعمالها

### الأفلام
- 2004: سيب وأنا أسيب
- 2004: صايع بحر
- 2007: الشياطين
- 2007: 45 يوم
- 2008: رامي الاعتصامي
- 2009: أعز أصحاب

### المسلسلات
- 2004: السيف الوردي
- 2009: حرمت يا بابا
- 2010: لحظات حرجة 2
- 2010: الكبير أوي
- 2010: برة الدنيا
- 2011: أبواب الخوف
- 2013: على كف عفريت

## روابط خارجية
https://www.instagram.com/lanasaid81/
- لانا سعيد على موقع قاعدة بيانات الأفلام العربية